# خميس المري
خميس محمد المري (مواليد 6 يوليو 1984) هو حكم كرة قدم قطري، وحكم دولي مسجل لدى الاتحاد الدولي لكرة القدم والاتحاد الآسيوي لكرة القدم منذ عام 2010. كما أنه يشارك في التحكيم في دوري نجوم قطر. استدعي المري للمشاركة في تصفيات كأس العالم 2018 في روسيا للمنتخبات التابعة للاتحاد الآسيوي لكرة القدم  لمدة 12 مباراة تبدأ بمباراة بين نيبال والهند. كما استدعي للمشاركة في كأس آسيا 2019 في الإمارات العربية المتحدة. واستدعي المري مرة أخرى للمشاركة في نهائيات كأس آسيا 2023 في قطر.

## بطولات المنتخبات الوطنية
حكَّم المري البطولات الوطنية التالية:
- كأس الخليج العربي 20 في اليمن.[4]
- الألعاب الآسيوية 2014 في كوريا الجنوبية
- تصفيات كأس العالم 2018 لمنطقة آسيا.[5]
- بطولة آسيا تحت 19 سنة [الإسبانية]
- بطولة آسيا للشباب تحت 19 عاما 2016 في البحرين.[6][5]
- تصفيات كأس آسيا 2019
- بطولة شرق آسيا لكرة القدم 2017 [الإنجليزية] في اليابان
- بطولة آسيا تحت 23 سنة لكرة القدم 2018 في الصين
- بطولة اتحاد آسيان لكرة القدم
- كأس آسيا 2019 في الإمارات العربية المتحدة
- كأس العالم تحت 17 سنة لكرة القدم 2019 في البرازيل[es 1][en 4]
- كأس آسيا 2023 في دولة قطر، بالفترة من 12 يناير حتى 10 فبراير 2024.[7][8]
- إدارة مباراة ذهاب نهائي بطولة دوري أبطال آسيا (10 مايو 2024) بين يوكوهاما مارينوس الياباني والعين الاماراتي على استاد نيسان في مدينة يوكوهاما اليابانية.[9]
- الألعاب الأولمبية الصيفية لعام 2024 في فرنسا (باريس).[10][11]
- كأس الخليج العربي 26 في الكويت في الفترة بين 21 ديسمبر 2024 و 4 يناير 2025.[12]
- تصفيات آسيا المؤهلة لنهائيات كأس العالم 2026 التي تستضيفها الولايات المتحدة وكندا والمكسيك.[13]